# Cerro del Villar
Cerro del Villar est une cité phénicienne située à l'embouchure du fleuve Guadalhorce sur la commune de Malaga en Andalousie (Espagne).

## Histoire
L'établissement s'étend sur 8 ha. Il est situé originellement sur une île située au milieu de l'estuaire du  Guadalhorce. Le site est occupé entre la fin du VIIIe siècle av. J.-C. et le début du VIe siècle av. J.-C. Il est sans doute abandonné du fait des crues incessantes du fleuve. Il aurait été à nouveau occupé entre le Ve et le IVe siècle av. J.-C. L'implantation est liée à la pêche et à la transformation des poissons, avec l'élaboration de sauces et de salaisons. La nécropole  de l'implantation est située dans le cortijo de Montanchez, non encore fouillé.